# Südafrikanische Billie-Jean-King-Cup-Mannschaft
Die südafrikanische Billie-Jean-King-Cup-Mannschaft ist die Tennisnationalmannschaft von Südafrika, die im Billie Jean King Cup eingesetzt wird. Der Billie Jean King Cup (bis 1995 Federation Cup, 1996 bis 2020 Fed Cup) ist der wichtigste Wettbewerb für Nationalmannschaften im Damentennis, analog dem Davis Cup bei den Herren.

## Geschichte
Erstmals am Billie Jean King Cup teilgenommen hat Südafrika 1963. Der größte Erfolg war der Sieg im Jahr 1972.

## Teamchefs (unvollständig)
- Jackie Du Toit, 1972, 1973
- Elna Reinach, 1992, 1994–1995
- Rosalyn Fairbank-Nideffer, 1993
- Fanie Reinach, 1996
- Christo van Rensburg, 1997
- Charlton Eagle, 2000–2001
- Mariaan de Swardt, 2002–2003
- Rowena Sanders, 2004–2008
- Greer Leo-Smith, 2009–2011
- John-Laffnie de Jager, 2012–2013
- Earl Grainger, seit 2014

## Bekannte Spielerinnen der Mannschaft
- Mariaan de Swardt
- Rosalyn Fairbank-Nideffer
- Elna Reinach
- Amanda Coetzer